# سيد ضياء سيد سعيد
سيد ضياء سيد سعيد سيد إبراهيم سيد شبر العلوي (ولد في 17 يوليو 1992 في المحرق، البحرين) لاعب كرة قدم دولي بحريني يجيد اللعب في مركز الجناح الأيسر وبدرجة أقل الجناح الأيمن والوسط المهاجم. يلعب حاليا لصالح الخالدية الذي ينافس في الدوري البحريني الممتاز منذ 2021.

## المسيرة الرياضية

### الأندية
في 1 يوليو 2004 انضم سعيد (البالغ من العمر وقتها 12 سنة) إلى الفئات العمرية في نادي المحرق.
في 1 يوليو 2008 تم تصعيد سعيد (البالغ من العمر وقتها 16 سنة) إلى الفريق الأول بنادي المحرق. في موسمه الأول 2008-2009 وفي بطولة الدوري البحريني الممتاز ساهم في تتويج فريقه بالبطولة بعدما تصدر الترتيب بفارق نقطة واحدة عن وصيفه الرفاع وليحقق سعيد أولى بطولاته مع الأندية. وفي بطولة كأس ملك البحرين ساهم في تتويج فريقه بالبطولة بعدما تغلب في المباراة النهائية على الرفاع بركلات الترجيح ليحقق سعيد ثاني بطولاته مع الأندية. وفي آخر نسخة من بطولة كأس ولي العهد البحريني ساهم في تتويج فريقه بالبطولة بعدما تغلب في المباراة النهائية على الرفاع 2-0 ليحقق سعيد ثالث بطولاته مع الأندية. وفي بطولة كأس الاتحاد البحريني ساهم في تتويج فريقه بالبطولة بعدما تغلب في المباراة النهائية على النجمة بهدف علي عامر ليحقق سعيد رابع بطولاته مع الأندية في موسم حقق فيه المحرق خمسة بطولات في موسم واحد (بطولة كأس الاتحاد الآسيوي لم يتم تصعيد سعيد إلى الفريق الأول بعد).
في موسمه الثاني 2009-2010 وفي بطولة الدوري الممتاز ساهم في احتلال فريقه المركز الثاني الوصيف بفارق نقطة واحدة عن البطل الأهلي. وفي بطولة كأس ملك البحرين ساهم في وصول فريقه إلى الدور النصف النهائي عندما خسر من البسيتين 1-2. وفي بطولة كأس الخليج للأندية ساهم في تصدر فريقه المجموعة الأولى متفوقا على العربي الكويتي والشباب الإماراتي ليتأهل إلى الدور النصف النهائي حيث خسر من قطر القطري 0-3 في مجموع المباراتين.
في موسمه الثالث 2010-2011 وفي بطولة الدوري الممتاز ساهم في تتويج فريقه بالبطولة بعدما تصدر الترتيب بفارق نقطتين عن وصيفه الرفاع ليتوج سعيد بخامس بطولاته مع الأندية. وفي بطولة كأس ملك البحرين ساهم في تتويج فريقه بالبطولة بعدما تغلب في المباراة النهائية على البسيتين 3-0 وسجل سعيد الهدف الثاني وليحقق سادس بطولاته مع الأندية.
في موسمه الرابع 2011-2012 وفي بطولة الدوري الممتاز ساهم في احتلال فريقه المركز الثاني الوصيف بفارق 7 نقاط عن البطل الرفاع. وفي بطولة كأس ملك البحرين ساهم في تتويج فريقه بالبطولة للموسم الثاني على التوالي بعدما تغلب في المباراة النهائية على الرفاع 3-1 وليحقق سعيد سابع بطولاته مع الأندية. وفي بطولة كأس الخليج للأندية ساهم في تصدر فريقه المجموعة الأولى متفوقا على الجهراء الكويتي وفنجاء العماني ليتأهل إلى الدور الربع النهائي حيث فاز على أرضه على النصر الكويتي 3-0 ليتأهل إلى الدور النصف النهائي واستطاع التغلب على العربي الكويتي 3-2 في مجموع المباراتين ليتأهل إلى المباراة النهائية حيث خسر مباراة الذهاب على أرضه 1-3 من الوصل الإماراتي ولكنه استطاع المساهمة في قلب النتيجة في مباراة الإياب والفوز على الوصل في عقر داره 3-1 ليتعادلا في مجموع المباراتين 4-4 وليحتكما إلى ركلات الترجيح حيث استطاع المحرق الفوز بها بنتيجة 5-4 وليحقق سعيد ثامن بطولاته مع الأندية.
في موسمه الخامس 2012-2013 وفي بطولة الدوري الممتاز ساهم في احتلال فريقه المركز الثاني الوصيف بفارق نقطتين عن البطل البسيتين. وفي بطولة كأس ملك البحرين ساهم في تتويج فريقه بالبطولة للموسم الثالث على التوالي بعدما تغلب في المباراة النهائية على الرفاع بركلات الترجيح وليحقق سعيد تاسع بطولاته مع الأندية. وفي بطولة كأس الخليج للأندية ساهم في تصدر فريقه المجموعة الثانية متفوقا على نجران السعودي والسالمية الكويتي ليتأهل إلى الدور الربع النهائي حيث خسر على أرضه من بني ياس الإماراتي بركلات الترجيح.
في موسمه السادس والأخير 2013-2014 وفي بطولة الدوري الممتاز ساهم في احتلال فريقه المركز الرابع بفارق 4 نقاط عن البطل الرفاع. وفي بطولة كأس ملك البحرين ساهم في وصول فريقه إلى الدور الربع النهائي عندما خسر من الرفاع الشرقي بركلات الترجيح. وفي بطولة كأس السوبر البحريني ساهم في تتويج فريقه بالبطولة بعدما تغلب على البسيتين 2-1 وليحقق سعيد عاشر بطولاته مع الأندية. وفي بطولة كأس الخليج للأندية ساهم في تصدر فريقه المجموعة الثانية متفوقا على الشباب الإماراتي والشعلة السعودي ليتأهل إلى الدور الربع النهائي حيث خسر خارج أرضه من النهضة العماني 0-3.
في 1 يوليو 2014 انتقل سعيد من المحرق إلى الرفاع البحريني (الدوري الممتاز) في صفقة انتقال حر. في موسمه الأول 2014-2015 وفي بطولة الدوري الممتاز ساهم في احتلال فريقه المركز الخامس بفارق 9 نقاط عن البطل المحرق. وفي بطولة كأس ملك البحرين ساهم في وصول فريقه إلى الدور النصف النهائي عندما خسر من الحد 0-2. وفي بطولة كأس السوبر البحريني خسر فريقه من الرفاع الشرقي بركلات الترجيح. وفي بطولة دوري أبطال آسيا خرج فريقه من مباراته الأولى عندما خسر خارج أرضه في الدور التمهيدي الثاني من السد القطري بركلات الترجيح لينتقل للعب في بطولة كأس الاتحاد الآسيوي حيث فشل فريقه في التأهل إلى الدور الثمن النهائي عندما احتل المركز الثالث في المجموعة الرابعة بفارق نقطتين عن صاحب المركز الثاني الكويت الكويتي.
في موسمه الثاني 2015-2016 وفي بطولة الدوري الممتاز ساهم في احتلال فريقه المركز الرابع بفارق 3 نقاط عن منطقة الهبوط. وفي بطولة كأس ملك البحرين ساهم في وصول فريقه إلى المباراة النهائية عندما خسر من المحرق 1-3. وفي بطولة كأس الاتحاد البحريني فشل فريقه في التأهل إلى الدور النصف النهائي عندما احتل المركز الثالث في المجموعة الأولى بفارق نقطة واحدة عن صاحب المركز الثاني الحد.
في موسمه الثالث 2016-2017 وفي بطولة الدوري الممتاز ساهم في احتلال فريقه المركز الثاني الوصيف بفارق نقطتين عن البطل المالكية. وفي بطولة كأس ملك البحرين ساهم في وصول فريقه إلى الدور النصف النهائي عندما خسر من المحرق 0-1. وفي بطولة كأس الاتحاد البحريني فشل فريقه في التأهل إلى الدور النصف النهائي عندما احتل المركز الثالث في المجموعة الأولى بفارق 4 نقاط عن صاحب المركز الثاني البديع.
في موسمه الرابع والأخير 2017-2018 وفي بطولة الدوري الممتاز ساهم في احتلال فريقه المركز السابع بفارق نقطتين عن منطقة الهبوط. وفي بطولة كأس ملك البحرين ساهم في وصول فريقه إلى الدور النصف النهائي عندما خسر من المحرق 1-3 في مجموع المباراتين.
في 1 يوليو 2018 انتقل سعيد من الرفاع إلى النصر الكويتي (الدوري الممتاز) في صفقة انتقال حر. في موسمه الأول 2018-2019 وفي بطولة الدوري الكويتي الممتاز ساهم في احتلال فريقه المركز السادس بفارق 3 نقاط عن منطقة الهبوط. وفي بطولة كأس الأمير خرج فريقه من مباراته الأولى عندما خسر في الدور التمهيدي من القادسية 0-1. وفي بطولة كأس ولي العهد ساهم في وصول فريقه إلى الدور النصف النهائي عندما خسر من الكويت 0-1. وفي بطولة كأس الاتحاد الكويتي فشل فريقه في التأهل إلى الدور النصف النهائي عندما احتل المركز السادس في المجموعة الأولى بفارق 5 نقاط عن صاحب المركز الثاني الشباب.
في موسمه الثاني 2019-2020 وفي بطولة الدوري الممتاز ساهم في احتلال فريقه المركز السادس بفارق 8 نقاط عن منطقة الهبوط. وفي بطولة كأس الأمير خرج فريقه من مباراته الأولى عندما خسر في الدور الثمن النهائي من كاظمة 1-2. وفي بطولة كأس ولي العهد ساهم في وصول فريقه إلى الدور النصف النهائي عندما خسر من العربي 0-1 لينتقل للعب على تحديد صاحب المركز الثالث ليتغلب على خيطان 3-2. وفي بطولة كأس الاتحاد الكويتي وبعد مرور ست جولات تم إلغاء البطولة بسبب انتشار جائحة كورونا.
في موسمه الثالث والأخير 2020-2021 وفي بطولة دوري التصنيف ساهم في احتلال فريقه المركز الثاني الوصيف بفارق الأهداف عن البطل القادسية لينتقل إلى اللعب في الدوري الممتاز حيث ساهم في احتلال فريقه المركز الخامس بفارق 8 نقاط عن منطقة الهبوط. وفي بطولة كأس ولي العهد خرج فريقه من مباراته الأولى عندما خسر في الدور التمهيدي من برقان بركلات الترجيح.
في 1 يوليو 2021 انتقل سعيد من النصر إلى الخالدية البحريني (الدوري الممتاز) في صفقة انتقال حر. في موسمه الأول 2021-2022 وفي بطولة الدوري الممتاز ساهم في احتلال فريقه المركز الثالث بفارق 12 نقطة عن البطل الرفاع. وفي بطولة كأس ملك البحرين ساهم في تتويج فريقه بالبطولة بعدما تغلب في المباراة النهائية على الرفاع الشرقي بركلات الترجيح ليحقق سعيد حادي عشر بطولاته مع الأندية. وفي بطولة كأس الاتحاد البحريني فشل فريقه في التأهل إلى الدور النصف النهائي.
في موسمه الثاني 2022-2023 وفي بطولة الدوري الممتاز ساهم في تتويج فريقه بالبطولة بعدما تصدر الترتيب بفارق نقطة واحدة عن وصيفه المنامة ليحقق سعيد ثاني عشر بطولاته مع الأندية. وفي بطولة كأس ملك البحرين خرج فريقه من مباراته الأولى عندما خسر في الدور الثمن النهائي من سترة بركلات الترجيح. وفي بطولة كأس السوبر البحريني ساهم في تتويج فريقه بالبطولة بعدما تغلب على الرفاع بهدفين نظيفين ليحقق سعيد ثالث عشر بطولاته مع الأندية.

### المنتخبات
في 14 فبراير 2011 قرر المدرب البحريني سلمان شريدة استدعاء سعيد للمشاركة في أول مباراة دولية له مع البحرين وكانت أمام الكويت وديا على استاد البحرين الوطني وقد دخل سعيد بديلا وانتهت المباراة بالتعادل السلبي بدون أهداف.
قرر المدرب الإنجليزي الجديد بيتر تايلور استدعاء سعيد للمشاركة في تصفيات كأس العالم 2014 – آسيا المرحلة الثالثة ولعب أول مباراة دولية رسمية له أمام إندونيسيا وانتهت بفوز البحرين 2-0 وشهدت المباراة أيضا تسجيل سعيد أول هدف دولي له وكان في الدقيقة 45+3. ثم شارك سعيد في 3 مباريات أخرى في التصفيات وكانت أمام إيران (الخسارة 0-6 ثم التعادل 1-1) وساهم في تحقيق أكبر فوز في تاريخ منتخب البحرين عندما تغلب على إندونيسيا 10-0 وسجل سعيد 3 أهداف ولكن في نهاية المطاف فشل البحرين في التأهل إلى الدور الرابع بعدما احتل المركز الثالث بفارق نقطة واحدة عن صاحب المركز الثاني قطر.
جدد تايلور استدعاء سعيد للانضمام إلى تشكيلة البحرين المشارك في مسابقة كرة القدم في دورة الألعاب العربية 2011 في قطر حيث لعب سعيد أساسيا في المباراة الافتتاحية أمام قطر التي انتهت بالتعادل الإيجابي 2-2 ليتصدر البحرين في نهاية دور المجموعات المجموعة الأولى ويتأهل إلى الدور النصف النهائي ليواجه فلسطين ودخل سعيد بديلا عن زميله فهد الحردان وليساهم في فوز البحرين 3-1 لينتقل إلى المباراة النهائية أمام الأردن ودخل سعيد بديلا عن زميله محمد الطيب العلوي وليساهم في فوز البحرين بهدف إسماعيل عبد اللطيف في الدقيقة قبل الأخيرة وليحقق البحرين الميدالية الذهبية وليحقق سعيد أولى بطولاته مع المنتخب.
كرر تايلور استدعاء سعيد للانضمام إلى تشكيلة البحرين المشارك في بطولة كأس العرب 2012 في السعودية حيث لعب أساسيا في المباراتين الأولى والثانية أمام المغرب واليمن اللتين انتهتا بخسارة البحرين 0-4 و0-2 على التوالي وليفشل البحرين في التأهل إلى الدور النصف النهائي بعدما احتل المركز الرابع الأخير في المجموعة الثانية بفارقلا 7 نقاط عن صاحب المركز الثاني ليبيا.
قرر المدرب الجديد للبحرين الأرجنتيني غابرييل كالديرون استدعاء سعيد للانضمام إلى تشكيلة البحرين المشارك في بطولة بطولة اتحاد غرب آسيا لكرة القدم 2012 في الكويت وساهم باللعب أساسيا في فوز البحرين على اليمن بهدف جيسي جون ثم غاب عن المشاركة في المباراتين التاليتين وليتصدر البحرين في نهاية دور المجموعات المجموعة الأولى ويتأهل إلى الدور النصف النهائي الذي لم يشارك فيه سعيد حيث خسر البحرين بركلات الترجيح لينتقل للعب إلى تحديد صاحب المركز الثالث وشارك سعيد أساسيا ولكن البحرين خسر من عمان 0-1.
جدد كالديرون استدعاء سعيد للانضمام إلى تشكيلة البحرين المشارك في بطولة كأس الخليج العربي 21 في البحرين حيث شارك سعيد في جميع المباريات أساسيا وساهم في احتلال البحرين المركز الثاني في المجموعة الأولى بعد التعادل مع عمان 0-0 والخسارة من الإمارات 1-2 والفوز على قطر 1-0 ليتأهل إلى الدور النصف النهائي حيث خسر البحرين من العراق بركلات الترجيح وليغيب سعيد عن المشاركة في مباراة تحديد صاحب المركز الثالث التي خسرها البحرين من الكويت 1-6.
كرر كالديرون استدعاء سعيد للانضمام إلى تشكيلة البحرين المشارك في تصفيات كأس آسيا 2015 حيث لعب أساسيا في مباراتين اليمن وقطر اللتين انتهتا بفوز البحرين 2-0 و1-0 على التوالي.
قرر المدرب الجديد للبحرين الإنجليزي أنتوني هدسون استدعاء سعيد لاستكمال مشوار التصفيات ولعب أساسيا في المباراة التي انتهت بالتعادل مع ماليزيا 1-1 ليتصدر البحرين المجموعة الرابعة بفارق نقطة واحدة عن قطر ويتأهلا معا إلى نهائيات البطولة.
قرر المدرب الجديد للبحرين العراقي عدنان حمد استدعاء سعيد للانضمام إلى تشكيلة البحرين المشارك في بطولة كأس الخليج العربي 22 في السعودية وعلى الرغم من مشاركة سعيد أساسيا مرتين وبديلا مرة واحدة إلا أن البحرين فشل في التأهل إلى الدور النصف النهائي بعدما احتل المركز الرابع الأخير برصيد نقطتين وبدون تسجيل أهداف.
قرر المدرب الجديد للبحرين البحريني مرجان عيد استدعاء سعيد للانضمام إلى تشكيلة البحرين المشارك في بطولة كأس آسيا 2015 في أستراليا وعلى الرغم من مشاركة سعيد أساسيا في جميع المباريات إلا أن البحرين فشل في التأهل إلى الدور الربع النهائي بعدما احتل المركز الثالث برصيد 3 نقاط جاءت من الفوز على قطر 2-1 والخسارة من إيران والإمارات 0-2 و1-2 على التوالي.
قرر المدرب الجديد للبحرين الأرجنتيني سيرخيو باتيستا استدعاء سعيد للانضمام إلى تشكيلة البحرين المشارك في تصفيات كأس العالم 2018 – آسيا المرحلة الثانية حيث لعب في جميع المباريات وساهم في فوز البحرين في 3 مباريات وخسارة 5 مباريات ليفشل البحرين في التأهل إلى الدور الثالث بعدما احتل المركز الرابع بفارق 12 نقطة عن المتصدر أوزبكستان وفشل أيضا في التأهل مباشرة إلى نهائيات بطولة آسيا وانتقل للعب في تصفيات كأس آسيا 2019 – المرحلة الثالثة.
قرر المدرب الجديد للبحرين التشيكي ميروسلاف سوكوب استدعاء سعيد للانضمام إلى تشكيلة البحرين المشارك في تصفيات كأس آسيا 2019 – المرحلة الثالثة حيث شارك سعيد في 5 مباريات من أصل 6 مباريات وساهم في فوز البحرين في 3 مباريات والتعادل في مباراة والخسارة في مثلها وبالتالي تصدر البحرين المجموعة الخامسة بفارق 3 نقاط عن تركمانستان وتأهلا معا إلى نهائيات البطولة.
جدد سوكوب استدعاء سعيد للانضمام إلى تشكيلة البحرين المشارك في بطولة كأس الخليج العربي 23 في الكويت حيث لعب سعيد جميع المباريات أساسيا وساهم في احتلال البحرين المركز الثاني في المجموعة الثانية من خلال الفوز على اليمن 1-0 والتعادل مع العراق وقطر بنفس النتيجة 1-1 والتأهل إلى الدور النصف النهائي حيث خسر البحرين من عمان بهدف نظيف.
كرر سوكوب استدعاء سعيد للانضمام إلى تشكيلة البحرين المشارك في بطولة كأس آسيا 2019 في الإمارات حيث لعب سعيد جميع المباريات أساسيا وساهم في احتلال البحرين المركز الثالث في المجموعة الأولى من خلال الفوز على الهند 1-0 والتعادل مع الإمارات المستضيف 1-1 والخسارة من تايلند 0-1 ليتأهل إلى الدور الثمن النهائي حيث خسر من كوريا الجنوبية في الوقت الإضافي 1-2.
قرر المدرب الجديد للبحرين البرتغالي هيليو سوزا استدعاء سعيد للانضمام إلى تشكيلة البحرين المشارك في بطولة اتحاد غرب آسيا لكرة القدم 2019 وبحسب نظام التدوير الذي اتبعه سوزا شارك سعيد أساسيا في المباراتين وهما الأولى أمام الأردن والثالثة أمام الكويت واللتين انتهت بفوز البحرين بنتيجة واحدة 1-0 ليتصدر المجموعة الثانية ويتأهل إلى المباراة النهائية للبطولة عندما واجه العراق المستضيف وتغلب عليه بهدف عيسى موسى وليحقق البحرين وسعيد ثاني بطولاتهما الدولية.
بعد مرور 3 أشهر جدد سوزا استدعاء سعيد للانضمام إلى تشكيلة البحرين المشارك في بطولة كأس الخليج العربي 24 في قطر واستمر سوزا في سياسة التدوير وشارك سعيد أساسيا في مباراة البحرين الثانية أمام السعودية التي انتهت بالخسارة 0-2 ثم شارك بديلا عن زميله علي مدن في المباراة الختامية في دور المجموعات أمام الكويت وانتهت بفوز البحرين 4-2 ليحتل البحرين المركز الثاني في المجموعة الثانية ويتأهل إلى الدور النصف النهائي حيث واجه العراق وشارك سعيد أساسي ولكنه استبدل في أثناء المباراة بزميله مدن وانتهت المباراة بفوز البحرين بركلات الترجيح ليتأهل إلى المباراة النهائية ولم يشارك سعيد في المباراة التي انتهت بفوز البحرين على السعودية بهدف محمد سعد الرميحي وليحقق البحرين وسعيد ثالث بطولاتهما الدولية.
كرر سوزا استدعاء سعيد للانضمام إلى تشكيلة البحرين المشارك في تصفيات كأس العالم 2022 – آسيا الجولة الثانية ولعب سعيد 6 مباريات من أصل 10 مباريات وساهم في فوز البحرين على كمبوديا وإيران وهونغ كونغ والتعادل مع العراق مرتين والخسارة من إيران ليفشل البحرين في التأهل إلى الدور الثالث باحتلاله المركز الثالث في المجموعة الثانية بفارق 3 نقاط عن إيران والفشل في التأهل إلى نهائيات بطولة كأس آسيا مباشرة ولينتقل إلى تصفيات كأس آسيا 2023 – الدور الثالث حيث أوقعته القرعة في المجموعة الخامسة وساهم في تصدر البحرين المجموعة بعد تحقيق 3 انتصارات متتالية على بنغلاديش وماليزيا وتركمانستان ومن ثم التأهل إلى نهائيات البطولة.
واصل سوزا استدعاء سعيد للانضمام إلى تشكيلة البحرين المشارك في بطولة كأس العرب 2021 وبدأها بمواجهة الكويت في الدور التمهيدي وانتهت بفوز البحرين بهدفين نظيفين ليتأهل البحرين إلى نهائيات البطولة التي أقيمت في قطر وقد أوقعته القرعة في المجموعة الأولى واستمر سوزا في سياسة التدوير وشارك سعيد أساسيا في مباراتين وهما الأولى أمام قطر والثالثة أمام عمان اللتين انتهتا بالخسارة 0-1 و0-3 على التوالي ليفشل البحرين في التأهل إلى الدور الربع النهائي بعد احتلاله المركز الرابع الأخير في المجموعة.
في 12 أكتوبر 2021 شارك سعيد في مباراته المائة مع البحرين وكانت أمام نيوزيلندا وديا وانتهت بخسارة البحرين 0-1 وليدخل سعيد إلى نادي الفيفا المئوي.
استمر سوزا في استدعاء سعيد للانضمام إلى تشكيلة البحرين المشارك هذه المرة في بطولة كأس الخليج العربي 25 في العراق واستمر سوزا في سياسة التدوير وشارك سعيد أساسي في 3 مباريات وبديلا في مباراة واحدة وكانت قد ستهم في فوز البحرين على الإمارات وقطر 2-1 بنفس النتيجة والتعادل مع الكويت 1-1 (وهي المباراة التي شارك فيها بديلا مكان علي مدن) ليتصدر المجموعة الثانية ويتأهل إلى الدور النصف النهائي عندما خسر من عمان بهدف نظيف ليودع البطولة.
في 25 مارس 2023 لعب سعيد آخر مباراة دولية له مع البحرين وكانت أمام فلسطين وديا وانتهت بخسارة 1-2 علما بأنه سجل الهدف الوحيد للبحرين.

## الإنجازات
- المحرق (10)
  - الدوري البحريني الممتاز (2): 2009/2008 - 2011/2010
  - كأس ملك البحرين (4): 2009/2008 - 2011/2010 - 2012/2011 - 2013/2012
  - كأس ولي العهد البحريني (1): 2009/2008
  - كأس السوبر البحريني (1): 2013
  - كأس الاتحاد البحريني (1): 2009/2008
  - كأس الخليج للأندية (1): 2012/2011
- الخالدية (3)
  - الدوري البحريني الممتاز (1): 2023/2022
  - كأس ملك البحرين (1): 2022/2021
  - كأس السوبر البحريني (1): 2022
- منتخب البحرين تحت 23 سنة (1)
  - كأس الخليج العربي تحت 23 سنة (1): 2013
- منتخب البحرين (3)
  - دورة الألعاب العربية (1): 2011
  - بطولة اتحاد غرب آسيا (1): 2019
  - كأس الخليج العربي (1): 2019